# Linger Awhile (Album)
Linger Awhile ist ein Jazzalbum von Samara Joy. Die um 2021/22 entstandenen Aufnahmen erschienen im September 2022 auf Verve Records.

## Hintergrund
Auf ihrem zweiten Album nach ihrem selbstbetitelten Debüt von 2021 sang Samara Joy Interpretationen von Jazzklassikern wie „Misty“, „’Round Midnight“ und „Someone to Watch Over Me“. Für ihr Verve-Debüt, das wiederum Matt Pierson produzierte, nahm sie auch mehrere weniger bekannte Jazztitel auf, darunter Ronnell Brights „Sweet Pumpkin“, das sie als ein Jazz-Vokalkanon interpretiert, „Social Call“ (von Jon Hendricks und Gigi Gryce) und Fats Navarros „Nostalgia“, für das sie bereits als Studentin einen Liedtext schrieb. Das Titelstück „Linger Awhile“ (deutsch Bleib eine Weile), das von Harry Owens (Text) und Vincent Rose (Musik) geschrieben und erstmals 1923 veröffentlicht wurde, ist bekannter.
Begleitet wird die Sängerin von Ben Paterson (Piano), Pasquale Grasso (Gitarre), David Wong (Bass) und Kenny Washington (Schlagzeug); bei „’Round Midnight“ kommen Terell Stafford (Trompete), Donovan Austin (Posaune) und Kendrick McAllister (Saxophon) hinzu.

## Titelliste
- Samara Joy: Linger Awhile (Verve 00602448266491)[2]

1. Can't Get Out of This Mood (Frank Loesser, Jimmy McHugh)
2. Guess Who I Saw Today (Murray Grand, Elisse Boyd)
3. Nostalgia (The Day I Knew) (Fats Navarro)
4. Sweet Pumpkin (Ronnell Bright)
5. Misty (Erroll Garner, Johnny Burke)
6. Social Call (Jon Hendricks, Gigi Gryce)
7. I'm Confessin' That I Love You (Ellis Reynolds, Doc Daugherty, Al J. Neiburg)
8. Linger Awhile (Harry Owens, Vincent Rose)
9. ’Round Midnight (Cootie Williams, Thelonious Monk, Bernie Hanighen)
10. Someone to Watch Over Me feat. Pasquale Grasso (George Gershwin, Ira Gershwin)

## Rezeption

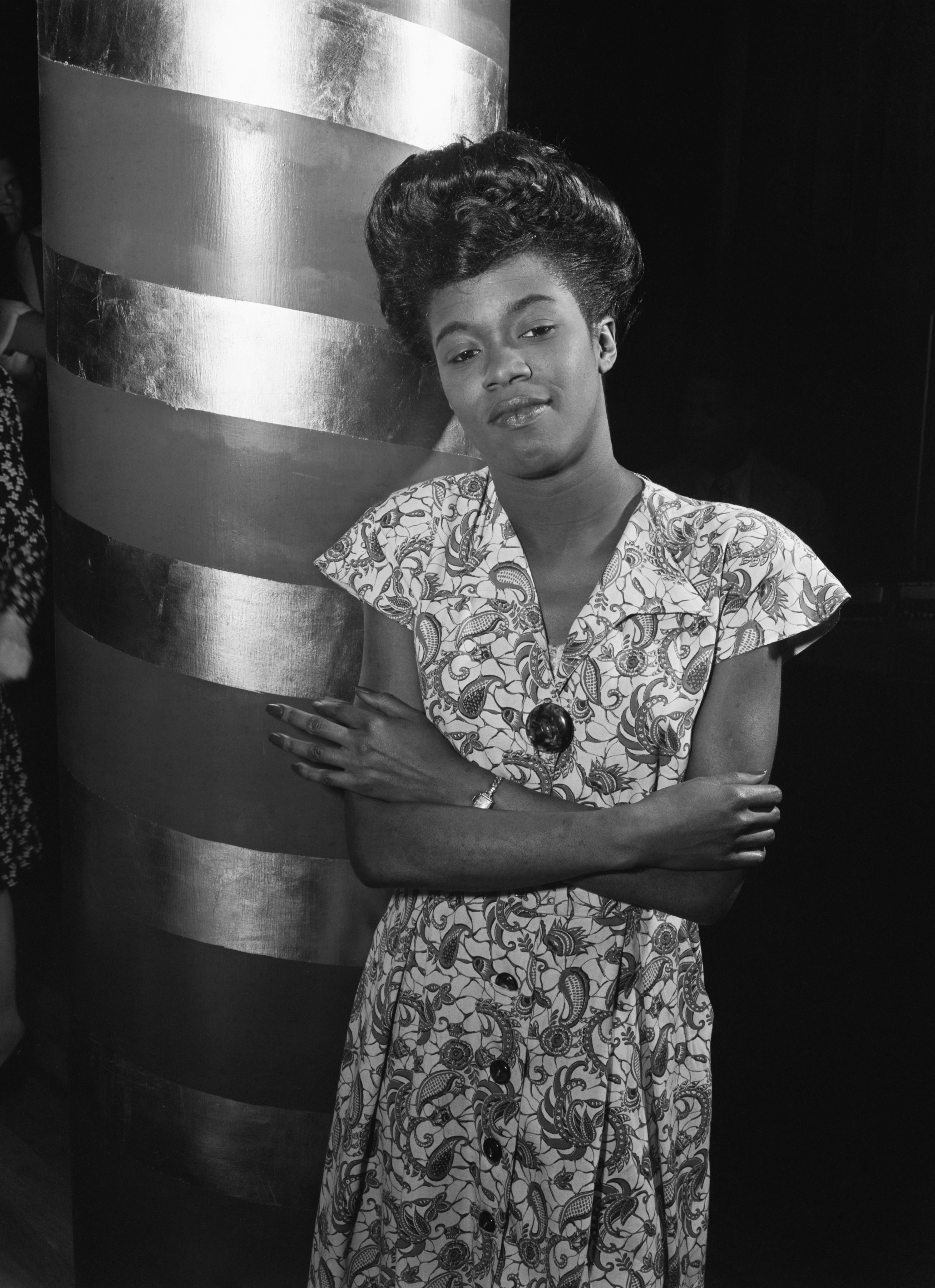
Sarah Vaughan. Fotografie von William P. Gottlieb (1946)

Will Layman meinte in Pop Matters, in der Interpretation von „Misty“, „’Round Midnight“ und „Someone to Watch Over Me“ beweise Joy, dass sie den Test bestehen kann, die Tradition zu bewahren (manchmal klinge sie wie eine junge Sarah Vaughan, aber auch wie Betty Carter und Carmen McRae). Der Unterschied zwischen dieser jungen, konservativen Sängerin und den tausend anderen Frauen, die dieses Repertoire darbieten, sei jedoch mehr als nur Technik und Talent. Joy würde immer wieder interessante Entscheidungen [bei der Interpretation] der Songs treffen, die wir so gut kennen. Auf „Misty“ zum Beispiel sing sie die vertraute Melodie mit einer Mischung aus gebogenen und gehaltenen Noten, Skalenläufen und einer Phrasierung, die kurze Pausen verwende, um Synkopen zu erzeugen.
Hin und wieder begeistere eine neue Sängerin alle in der Jazzszene mit seinem unverwechselbaren Stil, Charme und Geschick, so Veronica Johnson in ihrer Besprechung von Linger Awhile in JazzTimes. Samara Joy sei diese neue Stimme, die der Musik einen neuen Sinn geben würde. Ihre Live-Auftritte seien genauso atemberaubend wie sie auf Tonträger zu erleben. Für viele Musiker sei das nicht so einfach, aber sie schaffe es mühelos. Internationale Tourneen hätten ihre Fähigkeiten geschärft. Auf Linger Awhile, einem nostalgischen Spaziergang durch bekannte und obskure Standards, gebe es viele Beweise für diese musikalische Reifung. Etwas, das sie von ihrem letzten Album weiterführe, sei die Mischung aus Swing und süßen Balladen.
Mit einem Repertoire, das sich immer noch auf mehr oder weniger bekannte Standards konzentriert, bestätige Samara Joy all das Gute, das über sie gesagt wurde, urteilte Angelo Leonardi, der das Album in All About Jazz rezensierte: ungewöhnliche interpretative Reife für ihr Alter, frische chromatische Vielfalt, kreatives Flair, intensives Gefühl. Die Gesangseinlagen in „Nostalgia (The Day I Knew)“ und „I’m Confessin‘ That I Love You“ würden volle technische Meisterschaft und schillernden rhythmischen Schwung zeigen. Die Platte ziehe vom ersten bis zum letzten Track mit einer Vorliebe für swingende Stücke wie „Sweet Pumpkin“, „Linger Awhile“ (mit einem atemberaubenden Solo von Pasquale Grasso) und „Social Call“ an. Die Beziehung zum Gitarristen sei in jedem Moment anregend und steche besonders auf „Someone to Watch Over Me“ heraus.
Scott Yanow (Jazz Fuel) zählte Linger Awhile zu den besten Alben des Jahres; Joys Interpretationen würden das luftig-frische Gefühl einer relativen Neuankömmling mit der Ehrfurcht vor einer Tradition balancieren, der sie jetzt zweifellos angehöre. „But Beautiful“, „Let’s Dream in the Moonlight“ und „Jim“ sind eine Hommage an die Originalversionen von Billie Holiday, und sie würdige den großartige Nat King Cole mit Versionen von „It Only Happens Once“ und „The Trouble with Me is You“.
Im Februar 2023 erhielt das Album den Grammy in der Kategorie „bestes Vokal-Jazzalbum“ nominiert. Eine weitere Nominierung erhielt Samary Joy in der Kategorie Best New Artist.